# Henk Bos

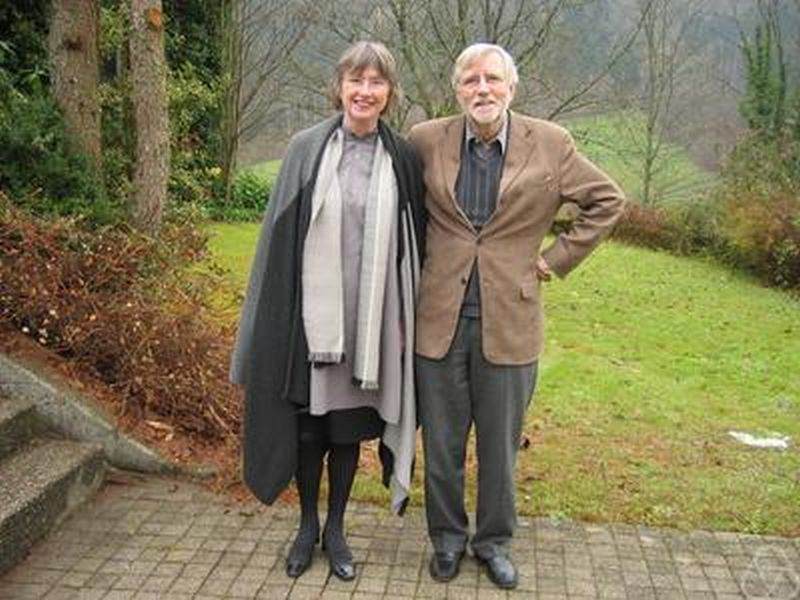
Kirsti Andersen und Henk Bos, Oberwolfach 2005

Henk Jan Maarten Bos (* 17. Juli 1940 in Enschede; † 12. Februar 2024 in Amsterdam) war ein niederländischer Mathematikhistoriker.

## Leben
Bos promovierte 1973 an der Universität Utrecht bei Hans Freudenthal über Leibniz (Differentials, Higher-Order Differentials and the Derivative in the Leibnizian Calculus). Er war bis zur Emeritierung 2005 Professor für Mathematikgeschichte an der Universität Utrecht. Seit 2008 lehrte er mit einer Honorarprofessur an der Universität Aarhus in der Fakultät für Wissenschaftsgeschichte. 2009 war er Gastwissenschaftler am Max-Planck-Institut für Wissenschaftsgeschichte in Berlin.
Bos befasste sich insbesondere mit der Wissenschaftsgeschichte des 17. Jahrhunderts, unter anderem mit Christian Huygens (dessen Artikel im Dictionary of Scientific Biography er schrieb), René Descartes und den Anfängen der Entwicklung der Analysis bei Leibniz. Weiter beschäftigte er sich mit Jean-Victor Poncelet und dem Schließungssatz von Poncelet.
2005 erhielt er den Kenneth-O.-May-Preis. 1985 war er Gastredner auf dem ICM in Berkeley (The concept of construction and the representation of curves in seventeenth-century mathematics).
Zu seinen Doktoranden zählt Erhard Scholz (Universität Bonn 1979).

## Privates
Er war mit der dänischen Professorin für Mathematikgeschichte in Aarhus Kirsti Andersen verheiratet.

## Schriften
- Redefining Geometrical Exactness: Descartes’ Transformation of the Early Modern Concept of Construction, Springer, 2001.
- Lectures in the history of mathematics, American Mathematical Society 1993, 1997.
- Herausgeber mit M.J.S. Rudwick, H.A.M. Snelders, R.P.W. Visser: Studies on Christiaan Huygens (Invited papers from the symposium on the life and work of Christiaan Huygens, Amsterdam, 22. bis 25. August 1979), Lisse, Swets und Zeitlinger, 1980 (darin von Bos: Huygens and Mathematics).
- Herausgeber mit Herbert Mehrtens, Ivo Schneider: Social history of nineteenth century mathematics, Boston, Birkhäuser, 1981.
- mit Karin Reich: Der doppelte Auftakt zur frühneuzeitlichen Algebra: Viète und Descartes in Erhard Scholz (Hrsg.) Geschichte der Algebra, BI Verlag, 1990.